# Хорнбах
Хорнбах (на немски: Hornbach) е град в югозападен Рейнланд-Пфалц, Германия с 1465 жители (към 31 декември 2013).
Около 741 г. в Хорнбах (Gamundias, ‚Zusammenfluss‘) там умрелият Свети Пирмин († 3 ноември 753) основава манастир Хорнбах. Дарител на манастира е граф Варнхарий от рода на Видоните.